# عسل‌خوار واکولو
عسل‌خوار واکولو (نام علمی: Myzomela wakoloensis) نام یک گونه از سرده عسل‌خوارهای کوتوله است.